# 앤 프렌티스

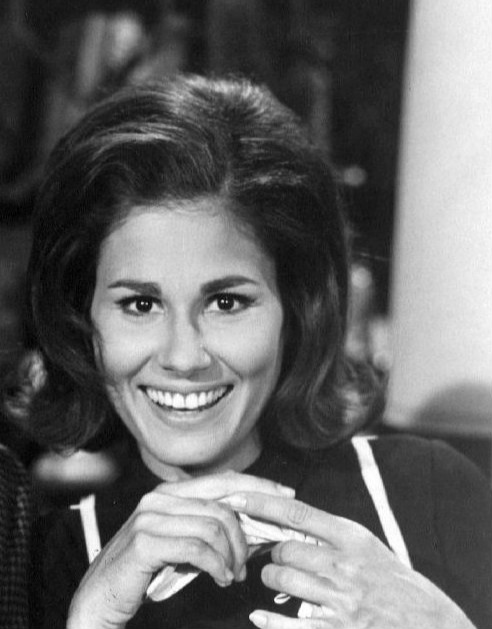

앤 프렌티스(Ann Prentiss, 1939년 11월 27일 ~ 2010년 1월 12일)는 미국의 배우, 텔레비전 배우, 영화배우이다.
샌안토니오에서 태어났으며 로스앤젤레스에서 사망하였다. 사인은 질병이다.

## 영화
- 새엄마는 외계인 (1988년)
- 캘리포니아 스플릿 (1974년)
- 119 구조대 (1972년)
- 아웃 오브 타우너스 (1970년)
- 애니 웬즈데이 (1966년)
- 겟 스마트 (1965년)
- 보난자 (1959년)